# パク・ユンジェ
パク・ユンジェ（박 윤재、1981年1月14日 - ）は、 大韓民国の俳優である。身長184cm、体重76kg、血液型A型。HUNUSエンタテインメント所属。姉は女優のチェリム。

## 人物
- 2002年、映画『海岸線』で俳優デビュー。
- 2014年3月、東京でファンミーティングを開催した。
- 趣味はコンピューター、音楽鑑賞。
- 特技はジャズダンス。
- IUのファンである。

## 学歴
- 明知専門大学演劇映像学

## 出演作品

### ドラマ
- メン家の全盛時代（2002年-2003年、MBC） - チェ・ギュヨン役（36部作）
- スポットライト（2008年、MBC） - ユン・ソクチャン役（16部作）
- 芙蓉閣の女たち〜新妓生伝（2011年、SBS） - オ・ジナム役（52部作）
- 不屈の嫁（2011年、MBC） - ムン・シヌ役（113部作）
- シンイ-信義-（2012年、SBS） - 徳興君役（24部作）
- おいしい人生（2012年、SBS） - イ・ジェボク役（39部作）
- あなたの女（2013年、SBS） - カン・ジョンフン役（120部作）
- 彼女の神話（2013年、JTBC） - カン・ミンギ役（20部作）
- 輝くロマンス（2013年-2014年、MBC） - カン・ハジュン役（122部作）
- 不屈の婿（2015年、MBC） - キム・ジソク役（111部作）
- 名前のない女（2017年、KBS2） - ク・ドチ役（102部作）
- 運命の渦（2018年-2019年、KBS） - ヤン・ナムジン役（124部作）
- 一度行ってきました（2020年、KBS2） - ファン・ヒョンス役（100部作）
- 赤い靴（2021年、KBS）- ユン・ギソク役

### 映画
- 海岸線（2002年） - ユン二等兵役
- ブラボーマイライフ（2008年） - ジン・ヒョンソプ役
- 緊急（2009年） - ヨンホギャング役

## 賞とノミネート
| 年度 | 授賞式             | 部門                         |
| ---- | ------------------ | ---------------------------- |
| 2011 | MBCドラマ大賞      | 連続ドラマ部門男新人賞       |
| 2012 | 第48回百想芸術大賞 | ノミネート                   |
| 2013 | SBS演技大賞        | 長編ドラマ部門男優秀演技賞   |
| 2014 | MBC演技大賞        | 連続ドラマ部門男最優秀演技賞 |
| 2018 | KBS演技大賞        | 連続ドラマ部門男優秀演技賞   |